# 우스만 쿨리발리
우스만 쿨리발리(Ousmane Coulibaly, 1989년 7월 9일 ~ )는 말리의 축구 선수이다.